# Yalitza Aparicio
Yalitza Aparicio Martínez, född 11 december 1993 i Tlaxiaco i Oaxaca, är en mexikansk skådespelare.
Aparicio gjorde sin skådespelardebut som Cleo i Alfonso Cuaróns långfilm Roma 2018. Rollen ledde till att hon nominerades till Bästa kvinnliga huvudroll vid Oscarsgalan 2019. Time Magazine utnämnde henne till en av världens 100 mest inflytelserika personer 2019.
Aparicio härstammar från ursprungsfolk; hennes far är mixteker och hennes mor är triqui. I oktober 2019 utsågs hon till Unesco-ambassadör för ursprungsbefolkningar.